# Нідерландська колоніальна імперія

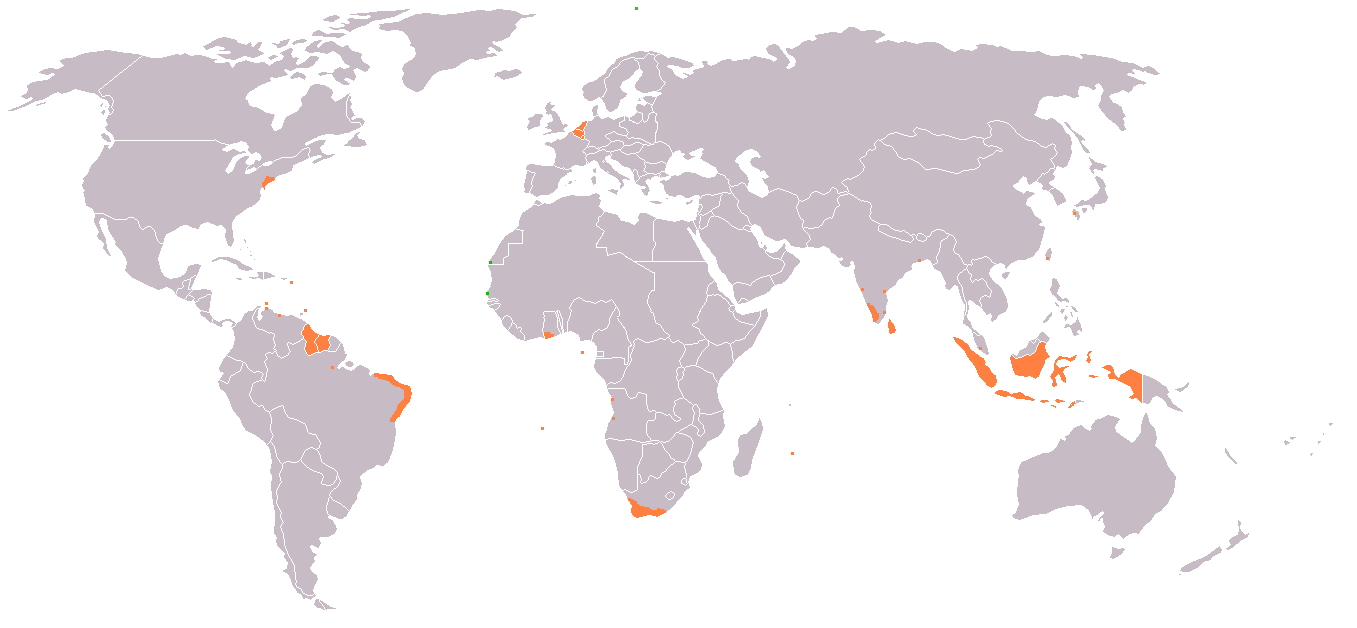
Території, що стали об'єктами експансії Нідерландів.

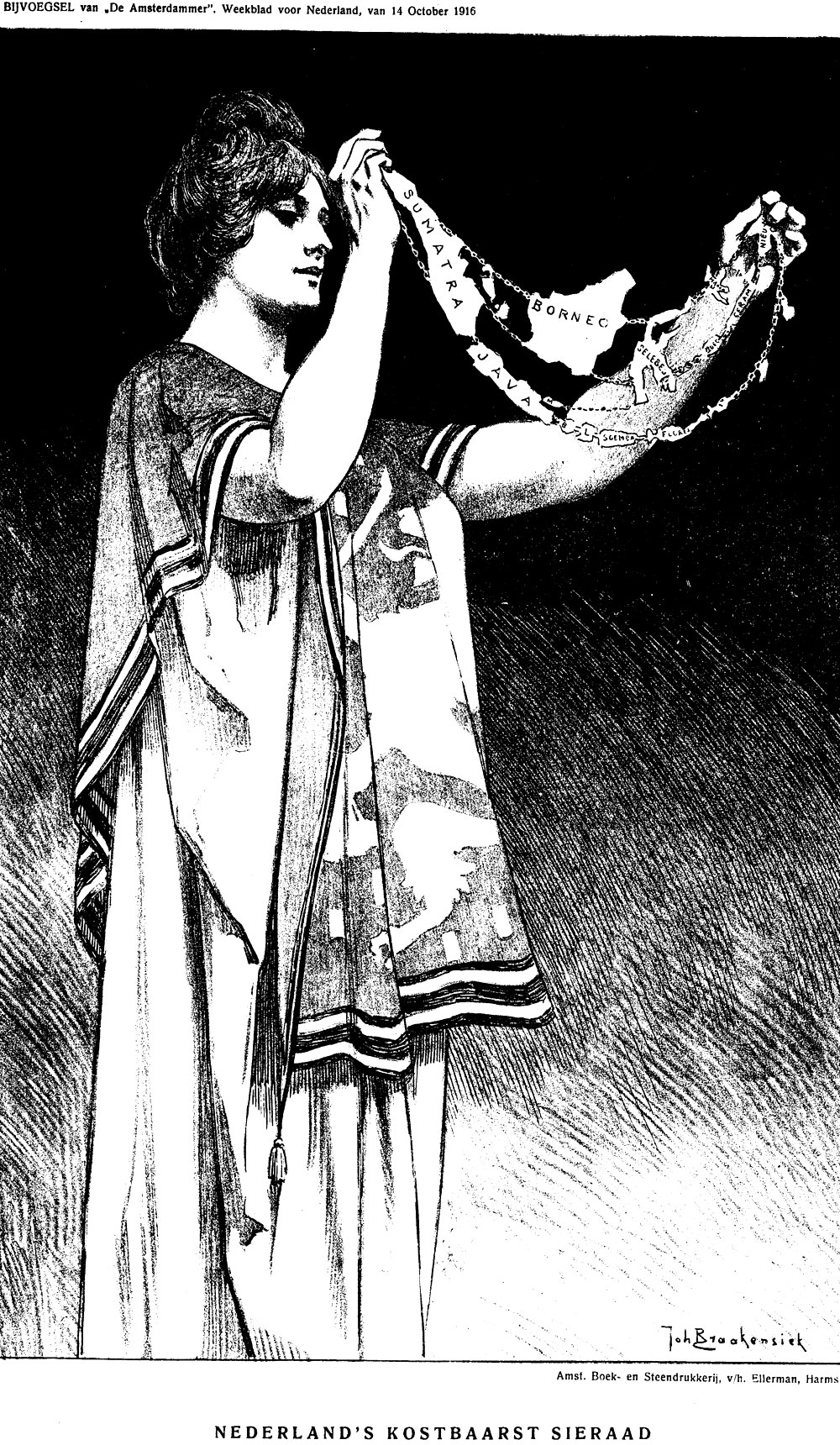
Образ Нідерландської колоніальної імперії, яка тримає в руках Нідерландську Ост-Індія

Нідерландська імперія (нід. het Nederlandse Rijk) — держава XVII-XX століть, яка складалася з метрополії (Нідерланди) та заморських територій світу, які перебували в колоніальній залежності від неї. Нідерландська Колоніальна Імперія включала закордонні колонії, анклави та застави, керовані голландськими дипломованими компаніями і згодом, голландською республікою і сучасними Нідерландами. Спочатку це було засноване на торгівлі підприємство, яке отримало велику частину свого впливу з голландського контролю міжнародних морських судноплавних маршрутів. За деяким винятком, більшість зарубіжних активів голландської Імперії складалися з прибережних фортів, фабрик і портів з різними ступенями об'єднання їх внутрішніх районів і навколишніх регіонів.
Імперські прагнення голландців були підтримані силою їх існуючої суднобудівної промисловості, а також ключовою роллю, яку вони грали в розширенні морської торгівлі між Європою і Сходом, оскільки невеликі європейські торговельні компанії часто відчували нестачу в капіталі або робочій силі для великомасштабних операцій, Генеральні Штати заснували «Голландську Вест-Індійську компанію» і «Голландська Ост-Індійську компанію» на початку 1600-х. Їх вважали найбільшими і найчисельнішими морськими торговими компаніями в той час, які колись тримали віртуальну монополію на стратегічні європейські судноплавні маршрути на захід через Магелланову протоку, і в східному напрямку навколо мису Доброї Надії. Не довге домінування компаній глобальної торгівлі значно сприяло комерційній революції і культурному розквіту в Нідерландах, відомому як Золота доба Нідерландів. В пошуку нових торгових проходів між Азійськими і Європейськими країнами голландськими мореплавцями було досліджено великі регіони, такі як Нова Зеландія, Тасманія і частину східного узбережжя Північної Америки.
Незабаром після досягнення свого зеніту Голландська Імперія почала зменшуватися в результаті англо-голландських воєн, в яких вона втратила багато зі свого колоніального майна і торгових монополій. Проте, деякі частини імперії вижили до появи глобальної деколонізації після Другої світової війни, а саме, Ост-Індія і голландська Гвіана. А три колишніх колоніальних території — Аруба, Кюрасао, і Сінт-Мартен — були збережені як складові країни в Нідерландах.

## Історія
Нідерландська імперія утворилася внаслідок торговельних, колоніальних, науково-дослідницьких експедицій в першій половині XVII століття. Імперія швидко розширювалася і вже до XVIII століття включала в себе територію Гвіани, Індонезії, факторії в Індії, на Цейлоні, Формозі та ін. За свою історію включала безліч територій у багатьох частинах світу. Вона мала багато суперників, головним з них була Британська імперія.
Нідерландська колоніальна імперія збільшувалася і зменшувалася в різні періоди історії, втрачаючи багато своїх володінь та набуваючи інші. Так, в 1660-1670-х Голландія була змушена поступитися Англії своїми володіннями в Північній Америці (включаючи сучасний Нью-Йорк), а по Ам'єнському миру 1802 року з Великою Британією Нідерланди (Батавська республіка) відмовилися на її користь від Тринідаду, Цейлону та Капської області в Південній Африці.
У списку нижче представлені всі території світу, які коли-небудь перебували в колоніальній або близькій до неї залежності від Нідерландів.

## Походження (1543—1602)
Території, які пізніше сформували голландську республіку, були спочатку частиною вільної федерації, відомої як Сімнадцять Областей, які Карл V, імператор Священної Римської імперії і (як «Карлос I») Король Іспанії, успадкував і приніс у відповідності зі своїм приписом 1543 року. У 1566 спалахнуло Протестантське Голландське повстання проти правління римсько-католицької Іспанії, яке стало початком Нідерландської революції. На чолі якої був Вільгельм I Оранський. Повстання призвело до заснування фактичної незалежної протестантської республіки на півночі відповідно до Угоди щодо Антверпена (1609), хоча Іспанія офіційно не визнавала голландської незалежності до 1648.
У прибережних областях Голландії та Зеландії, протягом багатьох століть до іспанського правління, були важливі центри європейської морської торгової мережі. Їх географічне положення забезпечило зручний доступ до ринків Франції, Шотландії, Німеччини, Англії та Балтії.  війна з Іспанією змусила багатьох фінансистів і торговців емігрувати з Антверпена, найбільшого міста у Фландрії і потім одному з найважливіших торгових центрів Європи, в голландські міста, такі як Амстердам, який став передовим торгівельним центром Європи, банківської справи та страхування. Ефективний доступ до капіталу дозволив голландцям в 1580-х розширити свої торгові маршрути за межами Північної Європи на нові ринки в Середземномор'ї і Леванте. У 1590-х голландські судна почали торгувати з Бразилією і голландським Голд-Костом Африки, і до Індійського океану із його прибутковим джерелом, торгівлею спеціями. Це поставило голландців в пряму конкуренцію з Португалією, яка домінувала над цими торгівельними маршрутами протягом декількох десятиліть і встановила колоніальні застави на узбережжях Бразилії, Африки та Індійського океану. Однак конкуренція з Португалією, була не зовсім економічно вигідною: з 1580, після смерті Короля Португалії, Себастьяна I, і великої частини португальського дворянства в Битві при Елькасер-Кебір, португальська корона була з'єднана з Іспанією в «Іберійській Унії». Нападаючи на португальське закордонне майно, голландці змусили Іспанію відволікати свої фінансові та військові ресурси від своєї спроби придушити голландську незалежність. Таким чином почалися кілька нідерландсько-португальських воєн тривалістю в десятиліття.
У 1594 році, «Compagnie van Verre» була заснована в Амстердамі, з метою відправки двох флотів на Молуккські острови. Перший рейс відплив в 1596 і повернувся в 1597 з вантажем перцю, який більш ніж достатньо, покрив витрати на поїздку і виявився дуже успішним . Другий рейс (1598—1599), повернув своїм інвесторам понад 400 % прибутку. Успіх цих плавань призвів до створення цілого ряду компаній, які конкурували за торгівлю у цьому регіоні.

## Зміцнення нідерландської гегемонії (1602—1652)
В результаті проблем, викликаних конкуренцією між торгівельними фірмами, "Голландська Ост-Індійська компанія ", була заснована в 1602. Привілеї, присуджені компанії Генеральними штатами, надали їй єдині права, протягом початкового періоду 21 року, голландської торгівлі на схід від мису Доброї Надії і на захід від протоки Магеллана. Директорам компанії дали законну владу, щоб встановити «фортеці і цитаделі», підписати торговельні угоди і включити в список армію і військово-морський флот. Сама компанія була заснована як акціонерне товариство, так само як його англійського конкурента, який був заснований двома роками раніше, Англійська Ост-Індійська компанія. У 1621 Голландській Ост-Індійській компанії було надано 25-річну монополію тих частин світу, якими не керує її східний колега Індії: Атлантика, Америки і західне узбережжя Африки.

## Конкуренція з Великою Британією та Францією (1652—1795)
У 1651 англійський парламент прийняв перший з Навігаційних законів, які виключили Нідерланди з торгівлі між Англією і її Карибські колоніями, і привели безпосередньо до початку військових дій між цими двома країнами в наступному році і стане першою з трьох англо-голландських воєн, які триватимуть протягом двох десятиліть і повільно руйнуватимуть голландську морську державу.
У 1661, серед завоювання Цина Китаю, генерал Міна Коксінга примусив флот вторгатися в Формозу. Голландська захист, на чолі з губернатором Фредеріком Койеттом, не здавався протягом дев'яти місяців. Однак після того, як Коксінга переміг голландський підкріплення з Яви, Койетт здав Формозу. Голландська Імперія ніколи не управляла б Формозою знову.
Друга англо-голландська війна почалася у 1664, коли англійська армія наступила, щоб захопити Нові Нідерланди. Відповідно до Угоди щодо Бреди (1667), Нові Нідерланди поступилися Англії в обмін на англійські поселення в Суринамі, яке було завойоване голландськими силами раніше в тому році. Хоча голландці знову взяли Нові Нідерланди в 1673, під час Третьої англо-голландської війни, Нові Нідерланди було повернуто Англією в наступному році, таким чином знищивши Нідерландську Імперію в континентальній Північній Америці, але залишивши численну голландську громаду при англійському правлінні, з своєю мовою, церквою і митницею до середини 18-го століття. У Південній Америці, була захоплена Голландська Каєнна у французів у 1658 році. Однак її було повернуто Франції в 1664 році, так як колонія, виявилася, дуже збитковою.

## Наполеонівська ера (1795—1815)
1795 року французька революційна армія вторглася в Голландську Республіку і перетворила країну в супутника Франції, названою Батавською Республікою. Велика Британія, яка перебувала в стані війни з Францією, пізніше пересуне, окуповані голландські колонії в Азію, Південну Африку і Карибське море.
Відповідно до Угоди щодо Ам'єнського миру, підписаного Великою Британією і Францією 1802 року, Колонія Мису і острова голландської Вест-Індії, яку захопили британці, були повернуті в республіку. Цейлон не було повернено голландцям і було зроблено Британською колонією. Після спалаху військових дій між Великою Британією і Францією знову в 1803, британці взяли назад Колонію Мису. Британці також вторглися і захопили острів Ява в 1811.
1806 року Наполеон розформував Батавську республіку і встановив монархію з своїм братом, Луї Бонапартом, на троні як Король Нідерландів. Луї був відсторонений від влади Наполеоном 1810 року, і країною управляли безпосередньо з Франції до її звільнення 1813 року. У наступному році незалежні Нідерланди підписали Англо-Голландську Угоду 1814 року з Великою Британією. Всі колонії, які захопила Велика Британія, були повернуті в Нідерланди, за винятком Колонії Мису і Гаяни та Шрі-Ланки.

## Постнаполеонівська ера (1815—1945)
Після поразки Наполеона в 1815 році кордони Європи були змінені на Віденському конгресі. Вперше починаючи з декларації про незалежність Іспанії в 1581 році, голландці були возз'єднані з південними Нідерландами в конституційній монархії з Сполученим Королівством Нідерландів. Союз протримався всього 15 років. У 1830 революція в південній половині країни привела до фактичної незалежності нової держави Бельгії.
Збанкрутована Голландська Ост-Індійська компанія була ліквідована 1 січня 1800, і її територіальне майно було націоналізовано як Голландська Ост-Індія. Англо-голландська конкуренція в Південно-Східній Азії продовжувалася до порту Сінгапуру, який поступився Британській Ост-Індійській компанії в 1819 султаном Джохорам. Голландці стверджували, що угода, підписана з попередником султана роком раніше, надало їм контроль над регіоном. Однак неможливість виключення британців з Сінгапуру, який ставав все більш і більш важливим центром торгівлі, стала очевидною для голландців, і розбіжність було вирішено з Англо-Голландською Угодою 1824 року. Відповідно до його умов, Нідерланди поступилися Губернаторством Малакка і своїми володіннями в Індії британцям, і визнали британські вимоги в Сінгапурі. У свою чергу, британці передали Бенкулем і погодилися не підписувати угоди з правителями на «островах на південь від проток Сінгапуру». Таким чином архіпелаг був розділений на дві сфери впливу: британський, на Малайському півострові, і голландський в Ост-Індії.
Для більшої частини Голландської історії Ост-Індії, голландський контроль над їх територіями був часто незначний, але був розширений протягом 19-го століття. Тільки на початку 20-го століття голландське панування, поширюється на те, що повинно було стати межами сучасної Індонезії. Хоча високопродуктивне населене і з точки зору сільського господарства, Яви перебувала під голландським домінуванням протягом 350 років.
1871 року все голландське майно на голландському Голд-Кості було продано Великій Британії.
Голландська Західна компанія Індії була скасована в 1791 році, і її колонії в Суринамі та Карибському морі, були принесені відповідно до розпорядження держави. Економічні системи голландських колоній в Карибському морі були засновані на контрабанді товарів і рабів в іспанську Америку, але після заборони работоргівлі в 1814 і незалежності нових країн Південної Америки і Центральної Америки з Іспанії, прибутковість, швидко зменшувалась. Голландські торговці рушили від островів до Сполучених Штатів або Латинської Америки, залишивши позаду невеликі населення з невеликим прибутком який зажадав субсидій від голландського уряду. Антильські острови були об'єднані при одній адміністрації з Суринамом з 1828 до 1845.

## Деколонізація (1942—1975)

### Індонезія
У січні 1942, Японія вторглася у Нідерландську Ост-Індію. Голландці здалися через два місяці. Індонезійці спочатку вітали японців як визволителів. Але згодом японська окупація Індонезії під час Другої світової війни спричинила повну руйнацію економічних, політичних і соціальних структур голландської колоніальної держави, замінивши їх японським режимом. Протягом декількох десятиліть перед війною, голландці були успішні в придушенні маленького націоналістичного руху в Індонезії, таким чином, що японська окупація виявилася фундаментальною для індонезійської незалежності.
Через два дні після японської здачі в серпні 1945, Сукарно і колега — лідер націоналіста Хетті в односторонньому порядку оголосили індонезійську незалежність. Після чотирьох річної боротьби голландські сили зрештою повторно зайняли більшу частину колоніальної території, але партизанська боротьба більшості індонезійців, і в результаті — міжнародна думка про незалежність, в грудні 1949, змусили Нідерланди офіційно визнати індонезійський суверенітет.

### Суринам і Нідерландські Антильські острови
1954 року «Хартія для Королівства Нідерландів» проголошує Нідерланди, Суринам та Нідерландські Антильські острови королівством. Колишнім колоніям надали автономію, окрім певних питань включаючи захист, іноземні справи і громадянство, ці питання були віддані Королівству. 1969 року голландських морських піхотинців було відправлено на врегулювання заворушення на Кюрасао. 1973 року почалися переговори в Суринамі за незалежність, і повну незалежність була надано у 1975 році з можливістю переміщення в Нідерланди 60000 емігрантів. 1986 року Арубі дозволили вийти з федерації Нідерландських Антильських островів, і тиску з боку Нідерландів, щоб перейти до незалежності протягом десяти років.
10 жовтня 2010 року Нідерландські Антильські острови були розформовані.

## Арктика
- Ян-Маєн — 1630—1650
- Поселення на Шпіцбергені (Смеренбург та ін.) — 1620—1660
- Нова Земля (перевідкриття голландцями в 1596, освоєна не була)

## Америка

### Північна
- Ємсек (Jemseq, Нью-Брансвік, нині частина Канади) — 1674
- Нідерландська Акадія[nl], нині частина Канади) — 1674—1676
- Нові Нідерланди (зараз частина США) — 1614—1674
  - Новий Амстердам (зараз Нью-Йорк, США)

### Центральна
- Ангілья зараз заморська територія Великої Британії
- Віргінські острови (зараз Британські Віргінські острови)
- Острів Святого Мартіна, південна частина зараз Сінт-Мартен
- Пуерто-Рико — спроби захоплення, 1625
- Поселення в Гондурасі (Trujillo і Baai-eilanden) — 1623
- Тобаго (зараз частина Тринідаду і Тобаго)
- Нідерландські Антильські острови (Острів Святого Мартіна, південна частина (зараз Сінт-Мартен), Аруба, Кюрасао та ін.)

### Південна
- Голландська Бразилія — голландські поселення в Бразилії — 1624—1654
- Голландська Гвіана (зараз Суринам) — 1667—1975
- Голландська Гаяна (Ессекібо, Бербіс і Демерара) — до 1814
- Поселення в Венесуелі і Колумбії — Caracas, Punta de Araya, Isla Tortuga, Unare, Aves, Santa Marta — ~ 1630-і
- Поселення в Чилі — Castro, Valdivia, Chiloë — ~ 1640-і

## Африка

### Західна
- Аргуїн, зараз частина Мавританії) — 1721—1724
- Поселення в Сьєрра-Леоне і Ліберії — Tasso (1664) і Kaap Mount
- Голландська Гвінея (зараз частина Гани) — 1637—1871
- Невільницький берег (зараз частини Беніну, Того, Нігерії і Сан-Томе і Принсипі) — 1660—1748
- Острів Святої Єлени — 1645—1659
- Сенегамбія, зараз частини Гамбії і Сенегалу) — 1633—1678

### Південна і Східна
- Голландська Ангола, зараз частина Габону і Анголи) — 1640—1650
- Волфіш-Бей, зараз частина Намібії) — 1793
- Капська колонія (зараз ПАР) — 1652—1797 і 1803—1806
- Delagoa Bay в Мозамбіку — 1721—1730
- Antongilbaai і Fort Dauphin на Мадагаскарі
- Маврикій, Реюньйон — 1638—1658 і 1664—1710
- Nzwani на Коморських островах

## Азія

### Аравія і Середній Схід
- Факторії в Ємені, Омані і Іраку — Мокка (1620—1757), Аден (1614—1620), Sihiri, Мускат (1674), Басра (1645—1646 ; 1651-?)
- Опорні пункти в Персії — Ісфаган (1623—1747), Bandar Abbas (1623—1766), Fort Mosselstein (1750—1766), Band-e Kong (1665—1753), Boesjir, Lar, Kismus, Kerman, Sjiraas.

### Південна Азія
- Голландська Індія
- Цейлон (зараз Шрі-Ланка)
- Мальдівські острови — 1645—1796
- Малакка (зараз частина Малайзії), Сінгапур
- Факторії в Індокитаї (зараз Таїланд, Камбоджа і В'єтнам) — Ayutthaya (1613—1767), Patani (1602—1623), Singora (1607—1623), Ligor (? -1756), Oedjang Salang, Bangkok (Pakhuis Amsterdam), Ponomping, Laauweck, Tonkin (1636—1699), Hoi An (1636—1741)
- Голландська Ост-Індія (зараз Індонезія) — 1512—1950
  - Нідерландська Нова Гвінея (зараз частина Індонезії)

### Китай і Далекий Схід
- Опорні пункти в Китаї — Кантон, Сямень, Хайнань, Макао
- Формоза (зараз Тайвань) — 1624—1662
- Пескадорські острови — 1620—1624
- Дедзіма (зараз частина міста Нагасакі, Японія) і Хірадо (1609—1641)

## Австралія
- Нова Голландія (освоєна не була, зараз Австралія)
  - Земля Ван-Дімена (зараз Тасманія, Австралія)

## Розпад
Остаточна її ліквідація сталася після Другої світової війни із звільненням Індонезії внаслідок війни за незалежність. Нині в залежності від Нідерландів перебувають лише кілька заморських територій в Карибському басейні — Аруба, Кюрасао та Сінт-Мартен; з 10 жовтня 2010 острови Бонайре, Саба та Сінт-Естатіус у зв'язку з розпадом Нідерландських Антильських островів увійшли до складу Нідерландів як окремі громади, але валюта та законодавство там залишилися колишні.